# Denis Pankratov
Denis Pankratov (Volgogrado, 4 de julho de 1974) é um nadador russo, ganhador de 2 ouros olímpicos e é o atleta que revolucionou a natação moderna, ao ser o primeiro a aplicar uma nova técnica hoje utilizada por todos os nadadores, o nado submerso.
Com 16 anos, em 1990 e novamente em 1991, ganhou o Campeonato Europeu Júnior na borboleta. Em sua primeira aparição internacional de alto nível, ficou em 6º na final dos 200 m borboleta em Barcelona 1992. Em 1993, no Campeonato Europeu, em Sheffield, Pankratov ganhou sua primeira medalhas de ouro nos 200 m borboleta e 4x100 m medley e uma medalha de prata nos 100 m borboleta. Ele repetiu esse desempenho em 1995 no Campeonato Europeu, em Viena, desta vez obtendo todas as três medalhas ouro e quebrou o recorde mundial de Pablo Morales que já durava 9 anos de idade nos 100 m borboleta com um tempo de 52s32. O recorde durou mais de dois anos, até que foi quebrado por Michael Klim. 
Em 1994 no Campeonato Mundial, em Roma, Pankratov nadou cabeça-a-cabeça com os melhores do mundo. Ele venceu os 200 m borboleta, 2º no 4x100 m medley e 3º nos 100 m borboleta. Pankratov estabeleceu-se como o maior do mundo e dois anos mais tarde, em Atlanta 1996, ele ganhou duas medalhas de ouro, uma em cada 100 m e 200 m borboleta e uma medalha de prata no 4x100 m medley com seus companheiros russos. O ouro dos 100 m borboleta foi outro recorde mundial de 52s27, quebrando seu próprio recorde do ano anterior. Excepcionalmente, ele venceu os 100 m borboleta nadando por mais de 25m debaixo d'água da primeira parte, e então mais 15 m subaquáticos na direção oposta. Sua técnica submarina causou uma mudança de regras para restringir a 15 m a natação subaquática (seres humanos nadam mais lento do que a velocidade que se ganha mergulhando e deslizando e usando as paredes da piscina).
Pankratov tentou repetir seu sucesso nas Olimpíadas de Sydney 2000 e terminou em 7º nos 200 m borboleta. Ele se aposentou em 2002. 
Em piscina olímpica, foi recordista mundial dos 100 m borboleta entre 1995 e 1997, e dos 200 m borboleta entre 1995 e 2000. Na piscina semi-olímpica, foi recordista mundial dos 50m borboleta entre 1996 e 2000, e dos 100 m e 200 m borboleta entre 1997 e 1998.
Ele foi nomeado como o Nadador Mundial do Ano pela revista Swimming World Magazine em 1995 e 1996.